# Resolutie 1364 Veiligheidsraad Verenigde Naties
Resolutie 1364 van de Veiligheidsraad van de Verenigde Naties werd op 31 juli 2001 door de VN-Veiligheidsraad unaniem aangenomen, en verlengde de UNOMIG-waarnemingsmissie in Abchazië met een half jaar.

## Achtergrond
Op de golf van opkomend onafhankelijkheidsstreven van Georgië uit de Sovjet-Unie tegen het einde van de jaren 1980, streefde de Abchazische minderheid in de Abchazische autonome republiek de onafhankelijkheid na, uit angst de autonomie in Georgië te verliezen. Het leidde tot etnische spanningen met de Georgiërs, die in Abchazië de grootste bevolkingsgroep waren.
In 1992 kwam het tot een gewapend conflict, waarbij ook Rusland betrokken raakte, dat het voor de Abchaziërs opnam. Begin 1993 braken zware gevechten uit om de Abchazische hoofdstad Soechoemi. In de zomer van 1993 werd een staakt-het-vuren afgesproken en werd de UNOMIG-waarnemingsmissie opgericht. De val van Soechoemi in september 1993 leidde tot grootschalige etnische zuiveringen tegen de Georgische gemeenschap.

## Inhoud

### Waarnemingen
Het was onaanvaardbaar dat er geen vooruitgang werd geboekt over de belangrijkste kwesties in verband met het conflict in Abchazië. Ook waren de onderhandelingen onderbroken door moorden en gijzelingen in april en mei in Gali en in juli in Goelripsj.

### Handelingen
Men betreurde de achteruitgang van de situatie in de conflictzone door het geweld, gijzelingen, criminaliteit en gewapende groepen die het vredesproces bedreigden. De partijen, en vooral de Abchazen, werden opgeroepen de impasse te doorbreken en te onderhandelen over de basiskwesties van het conflict. Ook werd erop aangedrongen dat ze samenwerkten om de incidenten op te helderen, gegijzelden vrij te krijgen en daders te berechten.
Ten slotte werd het mandaat van de UNOMIG-waarnemingsmissie in Georgië nog verlengd, tot 31 januari 2002.

## Verwante resoluties
- Resolutie 1311 Veiligheidsraad Verenigde Naties (2000)
- Resolutie 1339 Veiligheidsraad Verenigde Naties
- Resolutie 1393 Veiligheidsraad Verenigde Naties (2002)
- Resolutie 1427 Veiligheidsraad Verenigde Naties (2002)

Lijst ·  1335 ·  1336 ·  1337 ·  1338 ·  1339 ·  1340 ·  1341 ·  1342 ·  1343 ·  1344 ·  1345 ·  1346 ·  1347 ·  1348 ·  1349 ·  1350 ·  1351 ·  1352 ·  1353 ·  1354 ·  1355 ·  1356 ·  1357 ·  1358 ·  1359 ·  1360 ·  1361 ·  1362 ·  1363 ·  1364 ·  1365 ·  1366 ·  1367 ·  1368 ·  1369 ·  1370 ·  1371 ·  1372 ·  1373 ·  1374 ·  1375 ·  1376 ·  1377 ·  1378 ·  1379 ·  1380 ·  1381 ·  1382 ·  1383 ·  1384 ·  1385 ·  1386